# Doerpfeldia
Doerpfeldia es un género monotípico de arbustos perteneciente a la familia Rhamnaceae. Su única especie, Doerpfeldia cubensis (Britton) Urb., es originaria de Cuba. Es el único miembro de la tribu Doerpfeldieae.

## Taxonomía
Doerpfeldia cubensis fue descrito por (Britton) Urb. y publicado en Symb. Antill. 9: 218, en el año 1924.
Sinonimia
- Sarcomphalus cubensis Britton	 basónimo[2]